# Friedrich Delitzsch
Friedrich Delitzsch (3. september 1850 i Erlangen - 19. december 1922) var en tysk assyriolog, søn af Franz Delitzsch.
Delitzsch studerede østerlandske, særlig semitiske sprog i Leipzig og begyndte her tidlig at kaste sig over studiet af assyrisk, der dengang næsten ikke havde fundet dyrkere i Tyskland. Han gjorde 1870-71 tjeneste i krigen mod Frankrig og udgav 1873 Studien über indogermanisch-semitische Wurzelverwandtschaft (2. udgave 1884) og 1874 Assyrische Studien, indeholdende Assyrische Thiernamen. 1876 besørgede Delitzsch en tysk oversættelse af George Smiths værk om den kaldæiske Genesis, idet han til oversættelsen føjede flere gode sproglige anmærkninger (Chaldaische Genesis); samme år udgav han Assyrische Lesestücke (autograferet), hvoraf en 5. udgave udkom 1912; 1877 blev han professor i assyriologi ved universitetet i Leipzig, forflyttedes 1893 til Breslau og 1899 til Berlin, hvor han fik oprettet et Vorderasiatisches Museum, for hvilket han var direktør. 
Delitzsch udgav 1881 Wo lag das Paradies?; 1884 Die Sprache der Kossäer; 1883 i London The Hebrew language viewed in the light of Assyrian Research; 1886 Prolegomena eines neuen hebraischen und aramaischen Wörterbuches; 1889 Assyrische Grammatik (ny udgave 1906) (også udgivet på engelsk); 1894-96 udgav Delitzsch Assyrisches Handwörterbuch, hvorimod en 1887 af ham begyndt større, autograferet Assyrisches Wörterbuch snart ophørte at udkomme. Hans skrift om Babel und Bibel, der har givet anledning til megen diskussion, vakte opmærksomhed i vide kredse. 1896 udgav Delitzsch Das babylonische Weltschöpfungsepos og 1903 Im Lande des einstigen Paradieses. Da kejser Vilhelm II interesserede sig meget for opførelsen på operahusets skueplads af et stykke, hvis indhold var hentet fra Assyrien, tog Delitzsch virksom del i udarbejdelsen og iscenesættelsen af Sardanapal, som opførtes 1908, og til hvilket kejseren lod indbyde forskellige videnskabsmænd. Med Paul Haupt udgav han "Beiträge zur Assyriologie". Delitzsch har desuden skrevet mange afhandlinger i tidsskrifter og desliges.